# 脊飾龍屬
脊飾龍是一屬獸腳亞目恐龍，生存於白堊紀早期（約1億1200萬年前）的尼日。牠屬於棘龍科的重爪龍亞科，這是一群二足肉食性動物，有著強壯的前肢以及加長、形似鱷魚的頭部。模式種拉氏脊飾龍（Cristatusaurus lapparenti）是由菲利浦·塔奎特（Philippe Taquet）和戴爾·羅素（Dale Russell）於1998年根據頜部及一些脊椎骨頭而命名。屬名意為「有冠飾的蜥蜴」，指其吻部上方的矢狀嵴；種名則紀念法國古生物學家亞伯特-菲力斯·拉伯倫（Albert-Félix de Lapparent）。後來有另外兩個爪子被歸入脊飾龍屬。脊飾龍的化石來自埃爾哈茲組（Elrhaz Formation），年代為阿爾比階至阿普第階，與各種蜥腳類、禽龍類、獸腳類、鱷魚共享棲地。
脊飾龍起初被認為是重爪龍的不確定種。因為化石的零碎狀態，其有效性一直受到質疑。有觀點認為牠和同地層發現的似鱷龍是同一種動物，若此屬實則脊飾龍的名稱將因為早似鱷龍兩個月發表而具有優先權。其他觀點則將脊飾龍視為疑名，因為其化石無法與重爪龍和似鱷龍鑑別出來。一些脊飾龍與似鱷龍之間的差異已被提出，但不確定這些差異是否能夠作為兩屬的區別，或僅是受到個體發生學所影響。

## 發現歷史

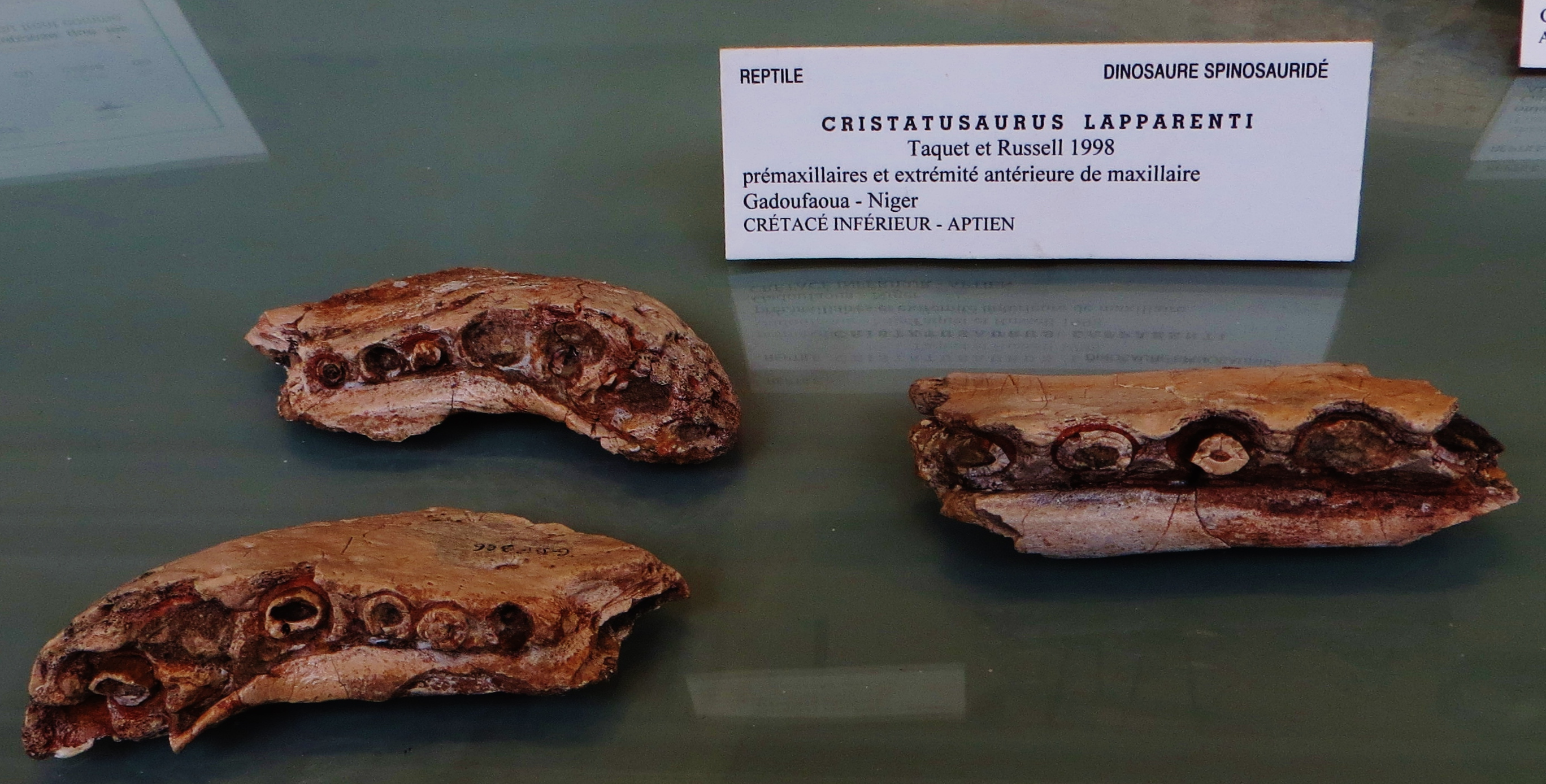
正模標本（編號MNHN GDF 366）的頜部化石，位於巴黎法國自然史博物館

最早的脊飾龍化石是在1973年由法國古生物學家菲利浦·塔奎特（Philippe Taquet）發現於尼日埃爾哈茲組（Elrhaz Formation）的加杜法瓦地區（Gadoufaoua）。正模標本（編號MNHN GDF 366）包含兩個前上頜骨、一個部分右上頜骨、一個下頜的齒骨碎片。其他副模標本也被歸入：MNHN GDF 365是兩個關連的前上頜骨組成的吻部；MNHN GDF 357、358、359、361是四節脊椎。兩個來自分別標本的爪子也在其後被歸入。在1984年，編號MNHN GDF 365和366的前上頜骨標本由塔奎特首次進行詳細的敘述，他在文中根據與埃及棘龍模式標本的齒骨的相似性，將之列為未命名的棘龍科獸腳類。當時塔奎特認為這來自下頜，因為之前沒有任何獸腳類發現上頜骨有五顆以上的牙齒，而脊飾龍具有七顆。這個觀點後來在1996年由巴西古生物學家亞力山德·凱爾納（Alexander Kellner）、Diogenes Campos證實是不正確的，因為發現其他棘龍科保存了五顆以上的上頜前緣齒。

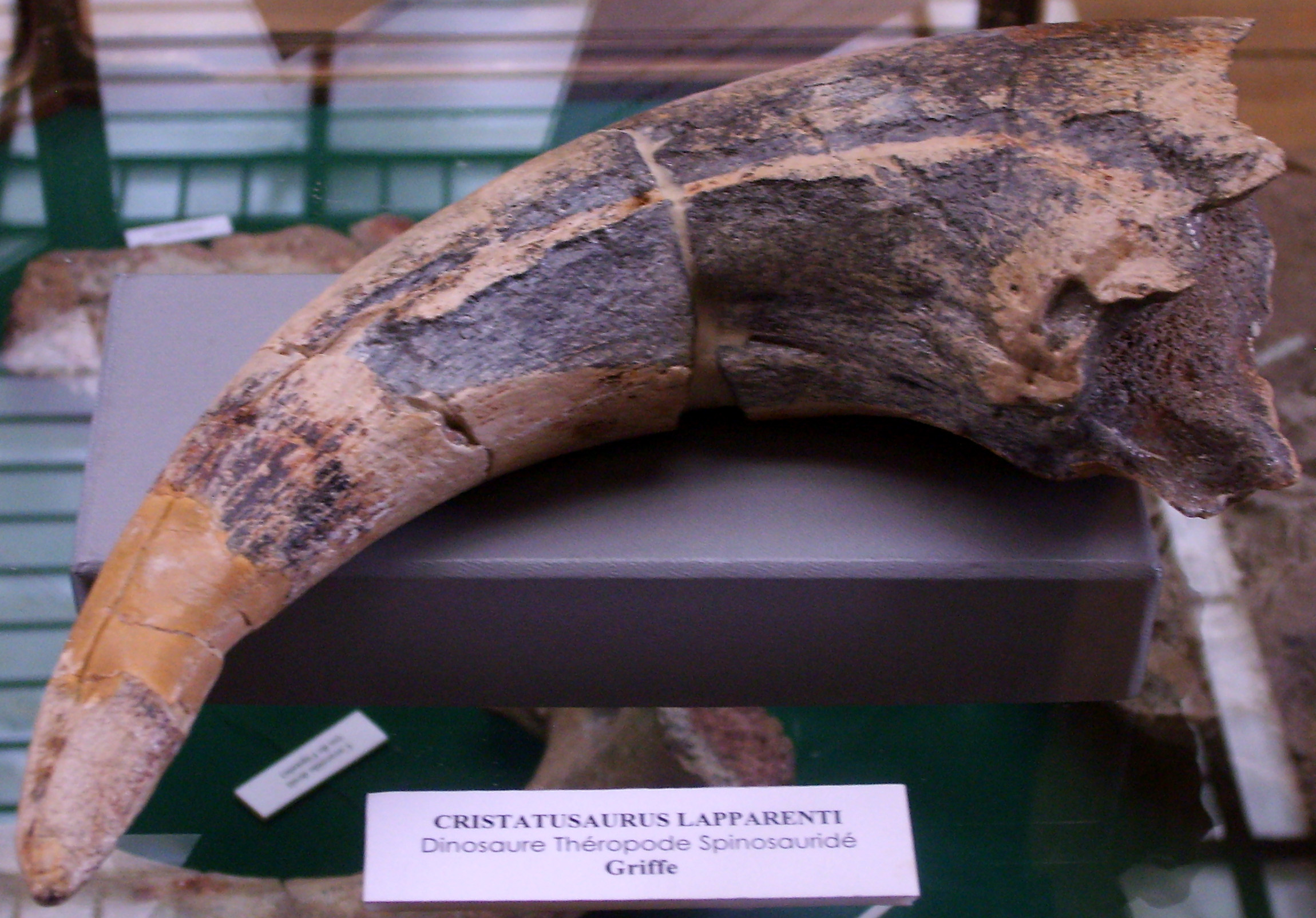
脊飾龍的爪，法國自然史博館

在1986年的論文中，英國古生物學家亞倫·查理格（Alan Charig）和安吉拉·米爾納（Angela Milner）認為塔奎特的頜部材料幾乎無法和他們根據來自巴列姆階韋爾德克萊組（Weald Clay Formation）的部分骨骼建立的物種沃克氏重爪龍的鑑別開來。1997年的後續研究將MNHN GDF 365和366歸為重爪龍的未定物種，而忽略了其較年輕的地質年代。在1998年，塔奎特和美國地質學家戴爾·羅素（Dale Russell）依據這些骨頭建立了新屬新種拉氏脊飾龍（Cristatusaurus lapparenti）。屬名意為「有冠飾的蜥蜴」，指其吻部上方的矢狀嵴；種名則紀念法國古生物學家亞伯特·菲力斯·拉伯倫（Albert-Félix de Lapparent）對撒哈拉地區恐龍相關發現的貢獻。在同一份論文中，來自阿爾及利亞塔代邁特地區的一些頭骨和脊椎化石被列入棘龍的新種摩洛哥棘龍（Spinosaurus maroccanus），並與脊飾龍一同作比較。摩洛哥棘龍現在被大多數古生物學家認為不是疑名就是埃及棘龍的異名。在塔奎特和羅素的論文發表兩個月後，另一個來自埃爾哈茲組的棘龍科也被命名為新屬新種：泰內雷似鱷龍（Suchomimus tenerensis）。其敘述者美國古生物學家保羅賽里諾（Paul Sereno）和同僚同意查理格和米爾納的觀點，認為重爪龍和脊飾龍的化石之間缺乏鑑別性，而將後者列為疑名。在一份2003年的分析，德國古生物學家Oliver Rauhut同意此觀點。
在脊飾龍的敘述論文中，塔奎特和羅素根據脊飾龍「短形態的前上頜骨」（具有較短的吻部）將其與重爪龍區別開來。這項鑑定意義被後續許多研究人員認為是晦澀難懂的，並將這些標本描述成與重爪龍和似鱷龍完全相同。在2002年，艾力克·巴菲陶特（Éric Buffetaut）和Mohamed Ouaja支持脊飾龍是重爪龍異名的觀點。同一年漢斯-迪特·蘇斯（Hans-Dieter Sues）和同僚認為脊飾龍和似鱷龍都是重爪龍的異名，表示沒有化石證據顯示埃爾哈茲組存在一種以上的棘龍科。更多近期的研究則將似鱷龍和重爪龍維持為分開的物種。其他如Bertin Tor（2010）、Carrano和同僚（2012）根據脊飾龍的零碎狀態而將其列為重爪龍亞科的未定物種。

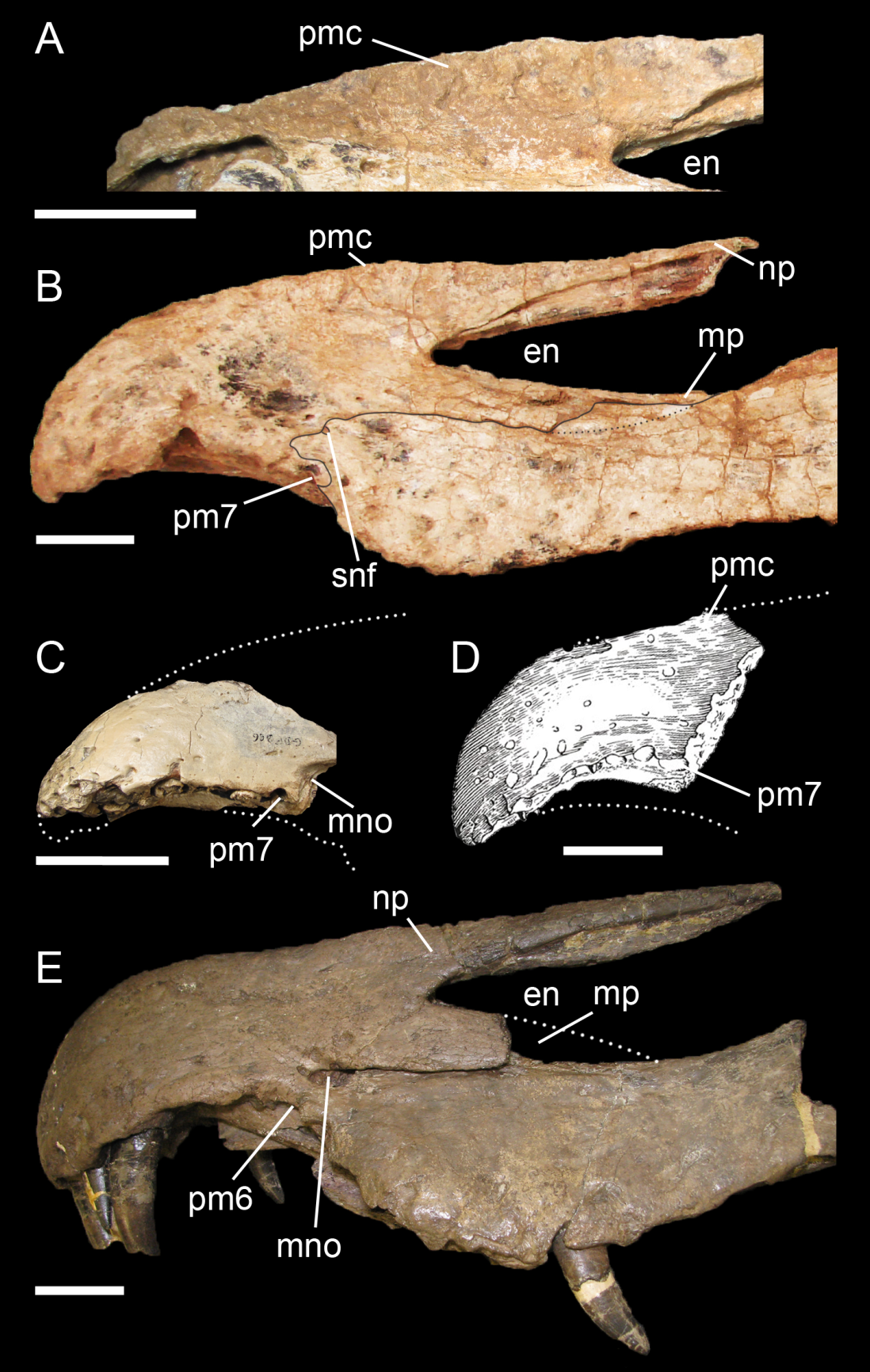
似鱷龍（A、B）、脊飾龍（C、D）、重爪龍（E）吻部化石比較

在2016年，克里斯多夫·亨德里克斯（Christophe Hendrickx）、奧塔維歐·馬蒂尤斯（Octávio Mateus）和巴菲陶特指出塔奎特和羅素可能將上頜骨與前上頜骨關連處的凹孔誤認為鼻孔而將脊飾龍解釋成具有較短的吻部。鑒於似鱷龍和重爪龍都保存了較完整的前上頜骨，而脊飾龍只得知這塊骨頭的最前緣，亨德里克斯和同僚考慮了脊飾龍可能和重爪龍有一樣長的吻部的可能性。因此他們同意先前的研究人員認為塔奎特和羅素鑑定敘述的模稜兩可性。亨德里克斯和同僚並指出因為脊飾龍與似鱷龍幾乎相同且來自同一地層單位，兩者幾乎可以確定是同物異名。研究人員發現脊飾龍和似鱷龍的相同之處在於同樣具有前上頜矢狀嵴、相似的齒槽比例以及鼻孔前淺凹。但這些特徵非常細微，且在物種內會因年齡和性別而有所差異，亨德里克斯和同僚未發現脊飾龍模式標本的任何可鑑定自衍徵，於是將其列為疑名直到有發現更多顱後遺骸。在拉伯氏脊飾龍和泰內雷似鱷龍互為異名的情況下，前者因較早命名而將具有優先權。
在2017年的研究中，馬可斯·賽爾斯（Marcos Sales）和西瑟·休茨（Cesar Schultz）比較了脊飾龍模式標本（MNHN GDF 366）和似鱷龍吻部標本（MNN GDF501）。兩者的前上頜骨上都有狹窄的輪緣。然而，脊飾龍的凸次生腭從側觀清晰可見（位於前上頜齒下方），而在似鱷龍僅能透過吻部化石上的裂縫辨識出來。且脊飾龍上頜骨的上斜突比似鱷龍的窄。研究人員得出結論：需要更進一步的研究來確認這些差異是否為物種間潛在的自衍徵，或只是個體發生學改變的結果，使脊飾龍模式標本代表了一個較年輕的個體。

## 敘述

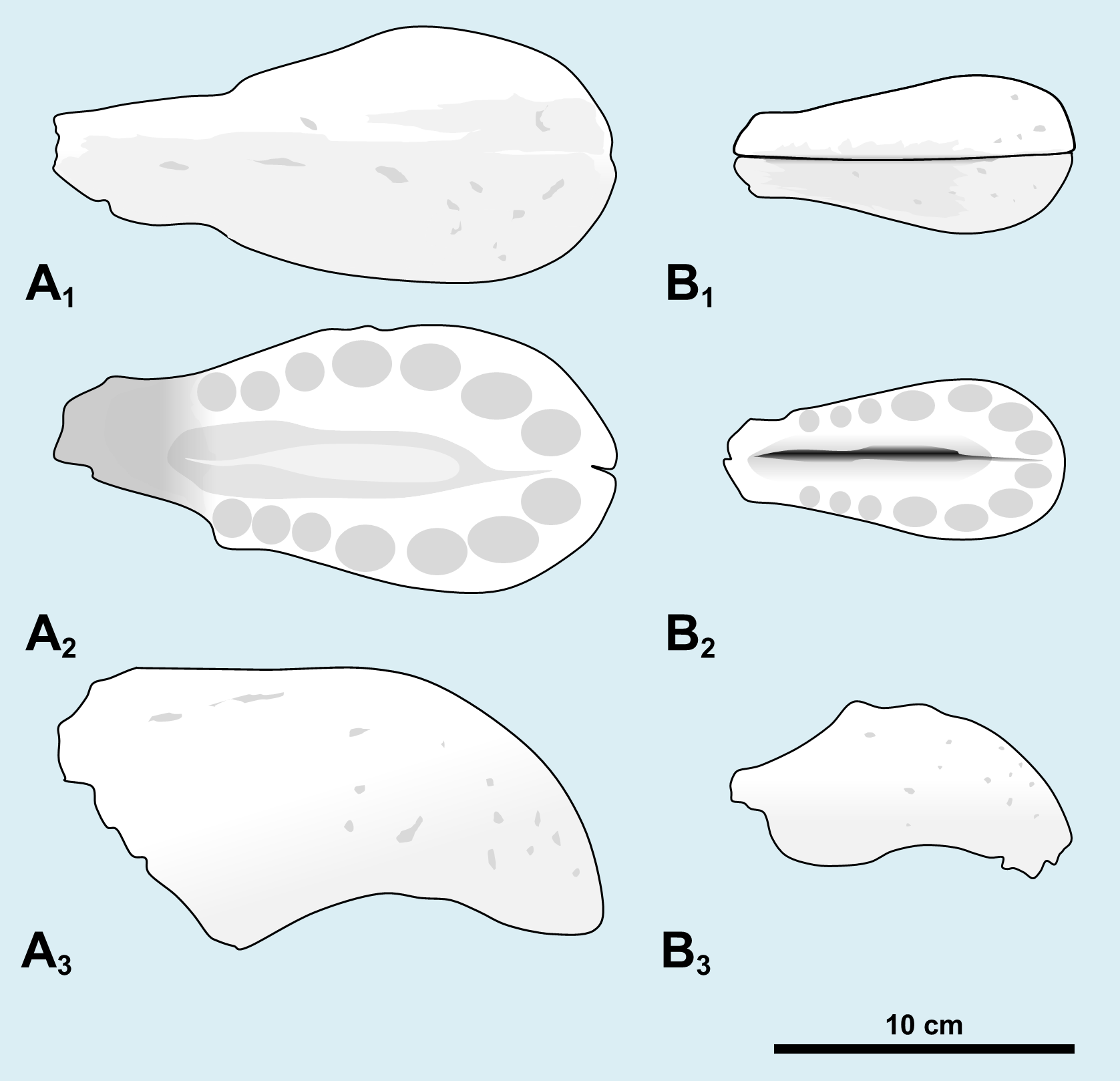
描繪圖顯示脊飾龍成年體（A）和青少年體（B）的前上頜骨間的差異

在2012年，美國古脊椎動物學家托馬斯·霍茲（Thomas R. Holtz Jr.）大略估計脊飾龍長約10公尺及重約1至4噸。正模標本的前上頜骨長115毫米及高55毫米。另一個已知的前上頜骨（MNHN GDF 365標本）較大，長185毫米及高95毫米。正模標本的較小尺寸、較平滑表面以及縫線融合的缺乏都表明屬於青少年個體，而MNHN GDF 365可能代表著成年個體。
脊飾龍前上頜骨前端短而擴張，後端在靠近上頜骨縫線附近變窄，這種花瓣狀吻部是棘龍科的特徵。上顎前端底部呈凹形，與下頜齒骨的凸形和擴大前端互補。上頜前部縱向發育一條狹窄的矢狀嵴，亦可見於似鱷龍和重爪龍，並在崇高龍（激龍的可能異名）相當明顯。就像所有的棘龍科，脊飾龍的外鼻孔（鼻骨）在頭部的位置比典型的獸腳類還要後。兩個骨質突起延伸至吻部下側，呈凸狀形成次生腭，這個特徵可在所有現生鱷魚觀察到，但不常見於大部分獸腳類而在棘龍科中是相當常見的特徵。

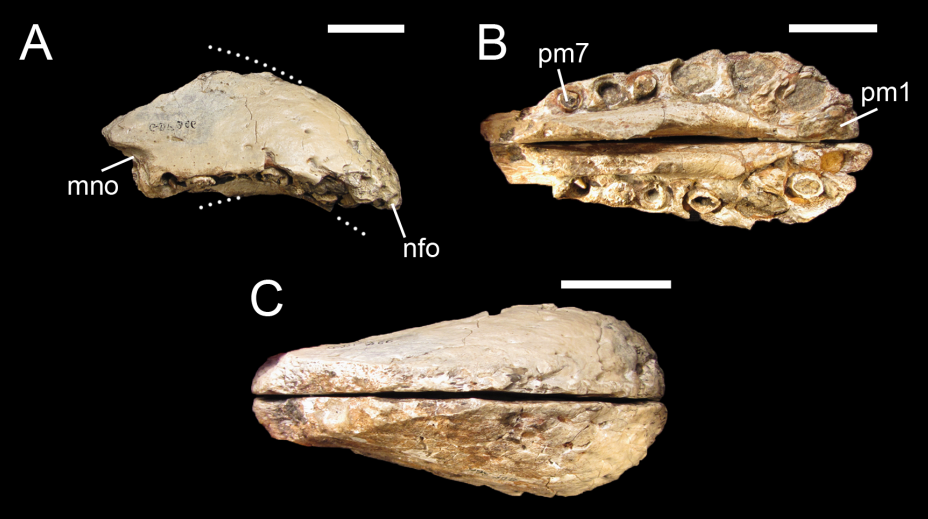
模式標本前上頜骨側觀（A）、俯瞰（B）和鳥瞰（C）

脊飾龍的齒槽間距很近，上頜骨和齒骨的齒槽稍微側扁；而前上頜骨齒槽大並多為圓形且最前端最大。齒槽保存下的部分齒冠顯示牙齒有細鋸齒，內側有縱嵴。兩個前上頜骨標本兩側各有七個齒槽，與似鱷龍、崇高龍、奧沙拉龍、摩洛哥棘龍數目相同。
其中一節背椎（MNHN GDF 358）椎體長13.5公分，與摩洛哥棘龍已知最大脊椎相當。保存下來的其中一個神經棘基部（MNHN GDF 359）厚15毫米，而棘龍的對應值為25毫米，表示脊飾龍的神經棘可能不像棘龍那麼高。兩個列入脊飾龍的爪骨中，其中一個與似鱷龍和重爪龍的大小相當，另一個則小約25至30％。作為一種棘龍科，牠具有強壯的手臂帶三指揮動這些指爪。

## 分類
棘龍科是大型二足肉食性動物，具有結實的前肢以及加長、形似鱷魚的頭顱。相較於其他獸腳類，棘龍科物種因為大多根據保存較差的化石材料而建立（就像脊飾龍），彼此在生物分類學和種系發生學上的親緣關係仍有待積極的研究及辯論。傳統上棘龍科可分為棘龍亞科（包含棘龍、激龍、奧沙拉龍）與重爪龍亞科（包含重爪龍、似鱷龍）。雖然拉氏脊飾龍在屬種有效性上存在爭議，牠的化石肯定是屬於重爪龍亞科，根據外鼻孔位置較前、相對大的前上頜骨牙齒、較棘龍亞科為近的齒槽間距、以及棘龍亞科完全缺少的細鋸齒等特徵來推斷。然而，研究人員如賽爾斯和休茨質疑重爪龍亞科是否為單系群（代表這可能不是一個自然分類群），並表示南美洲的崇高龍和激龍，根據牠們的頭骨和牙齒特徵，代表了棘龍亞科和重爪龍亞科間的過渡型態。他們提出的支序分析如下所示：

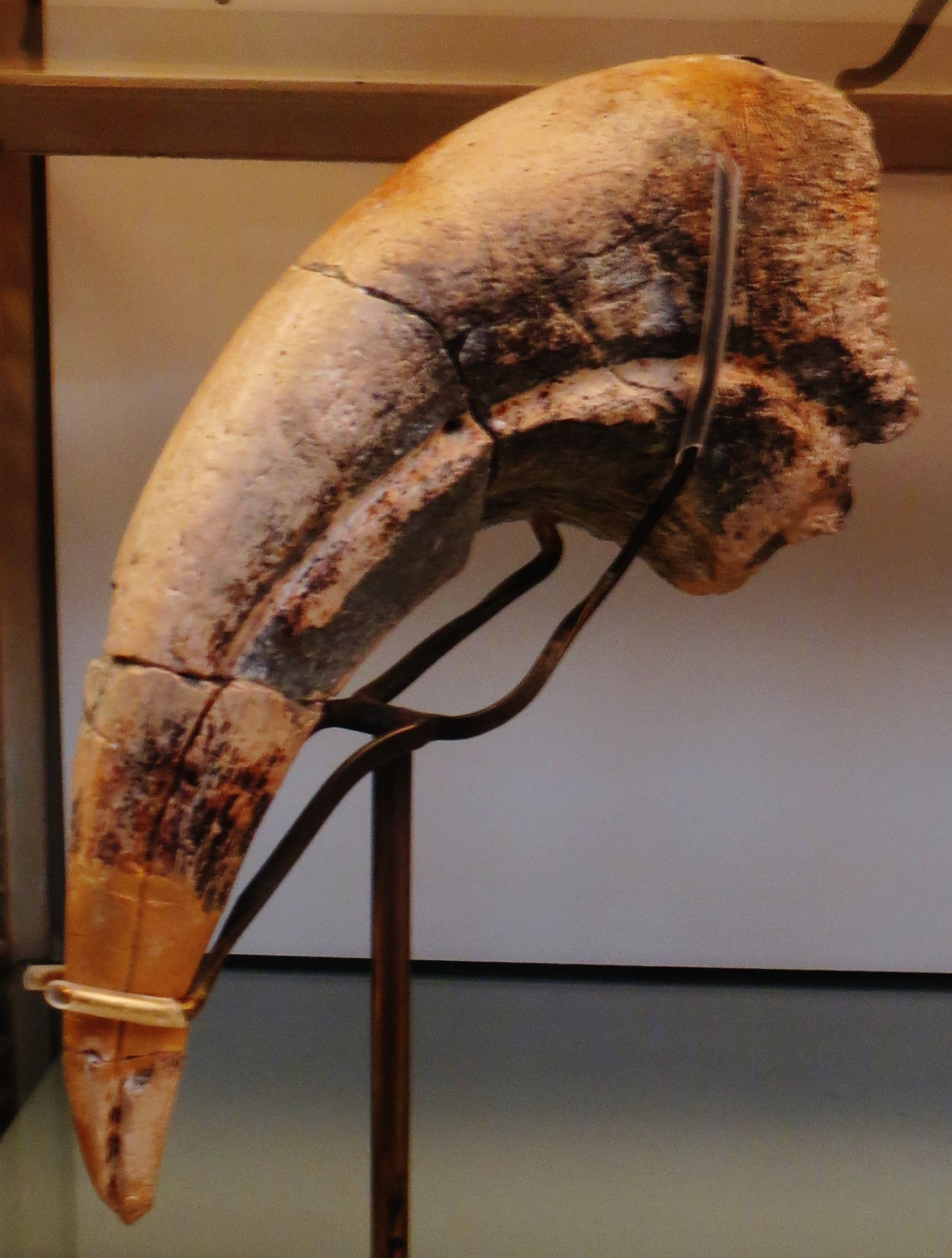
另一角度的爪子

|  | 崇高龍／激龍 Angaturama/Irritator                                     |
|  |                                                                       |
|  | \| \| 奧沙拉龍 Oxalaia \| \| \| \| \| \| 棘龍 Spinosaurus \| \| \| \| |
|  |                                                                       |
|  | 奧沙拉龍 Oxalaia                                                      |
|  |                                                                       |
|  | 棘龍 Spinosaurus                                                      |
|  |                                                                       |

|  | 奧沙拉龍 Oxalaia |
|  |                  |
|  | 棘龍 Spinosaurus |
|  |                  |

|  | 崇高龍／激龍 Angaturama/Irritator                                     |
|  |                                                                       |
|  | \| \| 奧沙拉龍 Oxalaia \| \| \| \| \| \| 棘龍 Spinosaurus \| \| \| \| |
|  |                                                                       |
|  | 奧沙拉龍 Oxalaia                                                      |
|  |                                                                       |
|  | 棘龍 Spinosaurus                                                      |
|  |                                                                       |

|  | 奧沙拉龍 Oxalaia |
|  |                  |
|  | 棘龍 Spinosaurus |
|  |                  |

## 古生態學

### 棲息環境

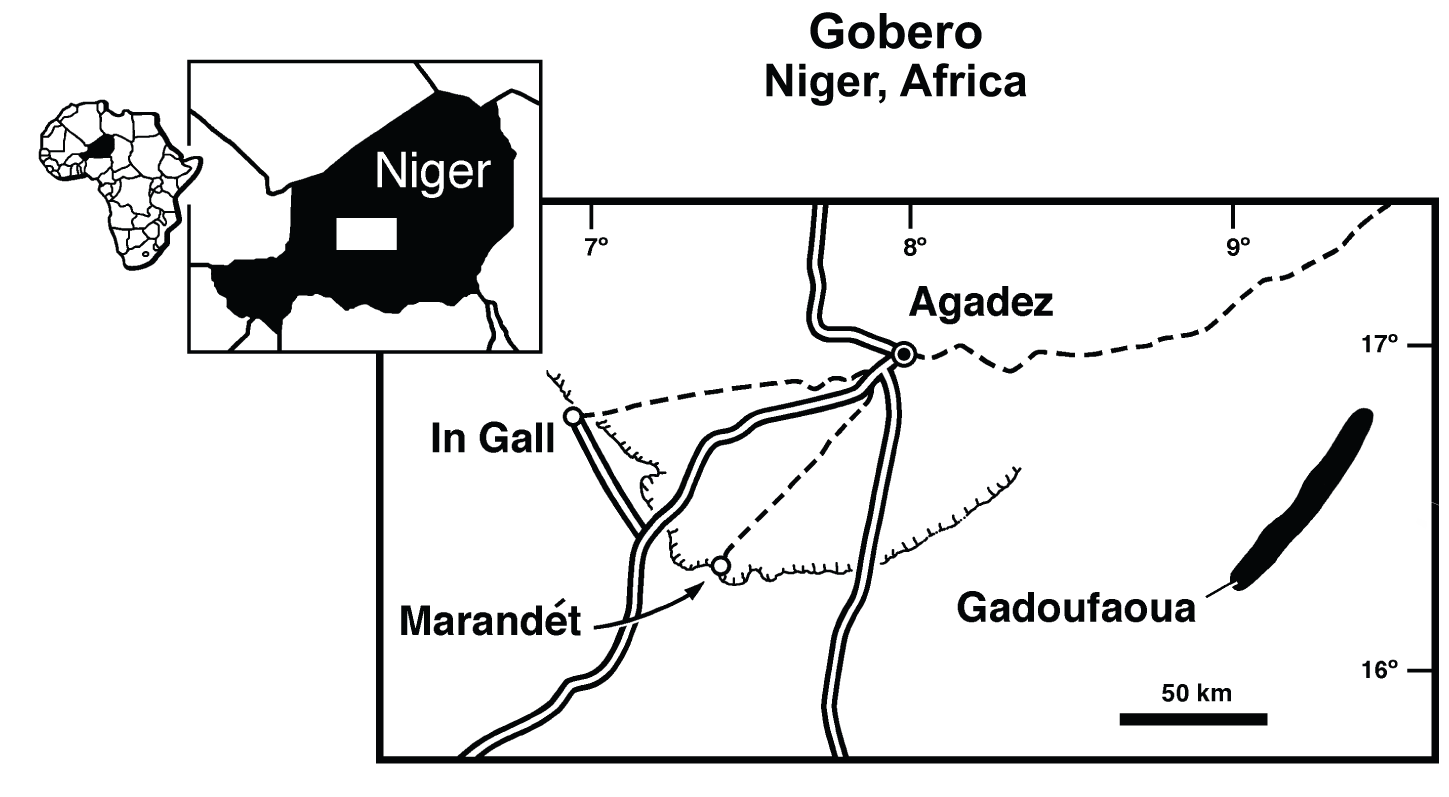
埃爾哈茲組地圖（加杜法瓦地區在右下方）

特加碼群（Tegama Group）的埃爾哈茲組，主要由淺沉積的河相砂岩組成，其大部分為沙丘所掩蓋。沉積物粒徑為粗至中，幾乎沒有細粒徑層位。脊飾龍生存地點相當於現在的尼日，年代為白堊紀早期的晚阿普第階至早阿爾比階，約1億1200萬年前。地層的沉積層被詮釋為由寬闊的淡水氾濫平原與快流河構成的內陸棲息地，並可能具季節性乾旱的熱帶氣候。

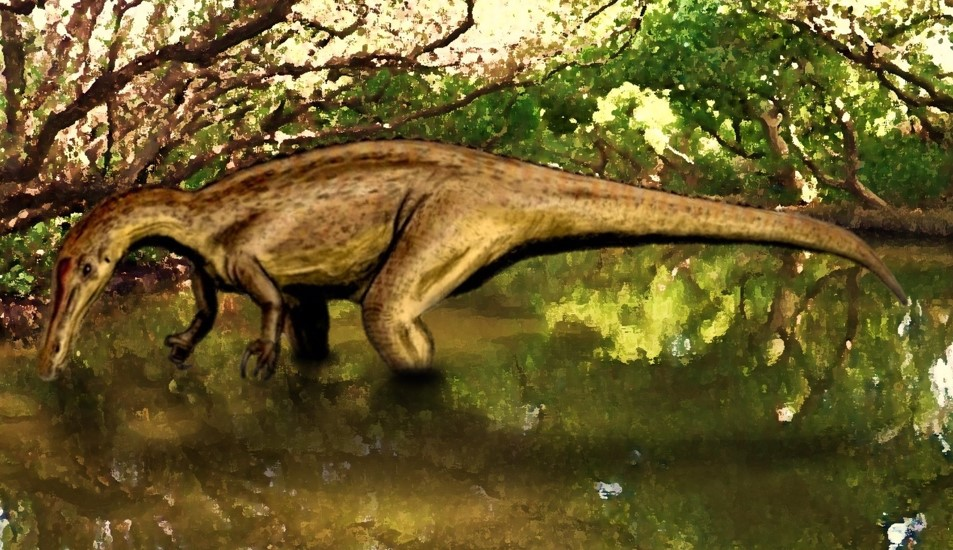
親緣物種似鱷龍的生活復原圖

這個環境是許多生物的家園，包含恐龍、翼龍類、龜、魚類、軟骨魚類以及淡水貝類。除了拉伯氏脊飾龍和泰內雷似鱷龍外，獸腳類還有阿貝力龍科的古隱面龍、鯊齒龍科的怒眼始鯊齒龍、以及未知的諾亞龍科被發現。該地區的植食性恐龍包含禽龍類的尼日豪勇龍、尼日艾爾雷茲龍、沙地沉龍，以及兩種蜥腳類：塔氏尼日龍和一種未命名的泰坦巨龍類。鱷形超目亦十分豐富；以大型的大頭鱷科帝王肌鱷、小型諾托鱷亞目小鴨鱷、韋氏阿拉利坡鱷、拉伯氏索托鱷為代表。根據棲息此地的蜥腳類的食性適應所示，當地植被主要由蕨類、馬尾草、被子植物所組成。

### 食性
根據許多棘龍科不尋常的解剖學特徵和骨骼組織學來提出一種半水生的生活型態。以半圓形剖面和鋸齒減少來推斷，脊飾龍的牙齒可能用來刺穿和抓住獵物，而非撕扯肉類。其牙齒加上下頜的正弦曲線（波形）彎曲，可作為捕捉及困住魚類的利器。後退的鼻孔使其吻部比其他獸腳類能夠更伸浸水中且同時呼吸；骨質次生顎則加強捕食時頭骨的抗壓性。棘龍科巨大彎爪的功能仍有爭議，可能的推測包含將水中獵物捕出、進食屍體或挖掘。